# 406 v.Chr.
Het jaar 406 v.Chr. is een jaartal volgens de christelijke jaartelling.

## Gebeurtenissen

### Griekenland
- Op de Akropolis van Athene wordt het heiligdom het Erechtheum voltooid.
- De Atheense vloot onder Conon weet in de zeeslag bij Arginusae definitief de Spartanen te verslaan. De overwinning wordt echter overschaduwd door het feit dat vele schipbreukelingen verdrinken. Hierdoor worden in Athene zes Atheense vlootcommandanten (o.a de zoon van Perikles) in het openbaar geëxecuteerd.

### Italië
- Dionysius I van Syracuse maakt een einde aan de democratie die er sinds 466 v.Chr. heeft geheerst.
- De Carthagers onder Hannibal Mago veroveren op Sicilië de Griekse steden Agrigento en Gela. In het legerkamp breekt echter de pest uit en Hannibal Mago sterft.
- Rome begint met het 10-jarige beleg tegen de Etruskische vestingstad Veii. De Romeinen krijgen steun van de Latijnen en Hernici.

## Overleden
- Euripides (±480 v.Chr. - ±406 v.Chr.), Grieks tragediedichter (74)
- Hannibal Mago ( - 406 v.Chr.), Carthaags veldheer
- Sophocles (±496 v.Chr. - ±406 v.Chr.), Atheens toneelschrijver en politicus (90)